# ورمی‌واش
وِرمی‌واش (Vermiwash) نوعی کود مایع زیستی است که در نتیجهٔ عبور آب از کود ورمی‌کمپوست یا بستر رشد کرم‌های خاکی گونهٔ Eisenia foetida به‌دست می‌آید.

## ترکیبات تشکیل‌دهنده
- عناصر غذایی شامل نیتروژن، فسفر، پتاسیم، کلسیم، منیزیم، روی و مس
- محرک‌های رشد نظیر جیبرلیک اسید، سیتوکینین، اُکسین، اسید آمینه‌ها و اسیدهای آلی
- باکتری‌های تثبیت‌کنندهٔ نیتروژن نظیر ازتوباکتر، آگروباکتریوم و ریزوبیوم
- آنزیم‌ها و ترشحات موکوئیدی گوارشی کرم‌های خاکی

## روش استفاده
ورمی‌واش عمدتاً به‌صورت محلول غذایی بر روی اندام‌های هوایی گیاه نظیر برگ و ساقه پاشیده می‌شود؛ با این وجود می‌توان آن را به صورت مصرف آبیاری نیز مصرف کرد.